# Korbinian Burger
Korbinian Burger (* 27. April 1995 in Cham) ist ein deutscher Fußballspieler.

## Karriere
Nach seinen Anfängen in der Jugend des FC Chammünster und des ASV Cham wechselte er im Sommer 2010 in die Jugendabteilung des TSV 1860 München. Nachdem er für die zweite Mannschaft der Münchener seine ersten Einsätze im Seniorenbereich bestritten hatte, wechselte er im Sommer 2015 innerhalb der Regionalliga Bayern zur zweiten Mannschaft des FC Bayern München. Nach zwei Spielzeiten wechselte er ligaintern zur zweiten Mannschaft der SpVgg Greuther Fürth, außerdem stand er für die Profis im August 2017 in einem DFB-Pokal-Spiel über die volle Distanz auf dem Platz. Im Sommer 2018 erfolgte sein Wechsel zum Drittligisten SG Sonnenhof Großaspach. Dort kam er zu seinem ersten Ligaeinsatz, als er am 28. Juli 2018 (1. Spieltag) bei der 2:3-Niederlage im Auswärtsspiel gegen den FC Carl Zeiss Jena von Beginn an spielte.
Im Juli 2020 wechselte er zum 1. FC Magdeburg. Zur Saison 2022/23 schloss er sich dem Zweitligaabsteiger FC Erzgebirge Aue an und unterschrieb einen Zweijahresvertrag mit Option auf eine Verlängerung. Im Sommer 2024 verließ er Aue und wechselte zur zweiten Mannschaft des 1. FSV Mainz 05 II.

## Erfolge
1. FC Magdeburg
- Meister der 3. Liga und Aufstieg in die 2. Bundesliga: 2022

## Sonstiges
Korbinian Burger ist der Bruder der Popsängerin und Songwriterin Leony.